# Athyrium petersenii
Athyrium petersenii là một loài dương xỉ trong họ Athyriaceae. Loài này được Kunze Bir mô tả khoa học đầu tiên năm 1994.